# Hacettepe Red Deers 2024
Questa voce raccoglie le informazioni riguardanti gli Hacettepe Red Deers nelle competizioni ufficiali della stagione 2024.

## 2. Lig 2024

### Stagione regolare
| Sakarya 17 marzo 2024, ore 15:00 2ª giornata | Sakarya Tatankaları | 0 – 21 | Hacettepe Red Deers | Sakarya Üniversitesi Besyo Stadı |

| Ankara 7 aprile 2024, ore 13:00 3ª giornata | Hacettepe Red Deers | 46 – 6 | Kırıkkale Gunners | Beytepe Amerikan Futbolu Sahası |

| Balıkesir 28 aprile 2024, ore 14:00 5ª giornata | Balıkesir Büyükşehir Belediyespor | 6 – 28 | Hacettepe Red Deers | Jets Arena |

| Ankara 12 maggio 2024, ore 16:00 6ª giornata | Hacettepe Red Deers | 14 – 0 | Anadolu Rangers | Beytepe Amerikan Futbolu Sahası |

### Playoff
| Ankara 18 maggio 2024, ore 20:00 Semifinale | Hacettepe Red Deers | 19 – 6 | Uludağ Timsahlar | Beytepe Amerikan Futbolu Sahası |

| Düzce 25 maggio 2024, ore 17:30 Finale | Hacettepe Red Deers | 13 – 0 | Ege Dolphins | Düzce Üniversitesi Futbol Sahası |

## Statistiche di squadra
| Competizione      | %Vittorie | In casa | In casa | In casa | In casa | In casa | In casa | In trasferta | In trasferta | In trasferta | In trasferta | In trasferta | In trasferta | Totale | Totale | Totale | Totale | Totale | Totale |
| Competizione      | %Vittorie | G       | V       | N       | P       | Pf      | Ps      | G            | V            | N            | P            | Pf           | Ps           | G      | V      | N      | P      | Pf     | Ps     |
| ----------------- | --------- | ------- | ------- | ------- | ------- | ------- | ------- | ------------ | ------------ | ------------ | ------------ | ------------ | ------------ | ------ | ------ | ------ | ------ | ------ | ------ |
| Stagione regolare | 1.000     | 2       | 2       | 0       | 0       | 60      | 6       | 2            | 2            | 0            | 0            | 49           | 6            | 4      | 4      | 0      | 0      | 109    | 12     |
| Playoff           | 1.000     | 2       | 2       | 0       | 0       | 32      | 6       | 0            | 0            | 0            | 0            | 0            | 0            | 2      | 2      | 0      | 0      | 32     | 6      |
| Totale            | 1.000     | 4       | 4       | 0       | 0       | 92      | 12      | 2            | 2            | 0            | 0            | 49           | 6            | 6      | 6      | 0      | 0      | 141    | 18     |